# Batrachyla antartandica
Espèce
Statut de conservation UICN

 LC  : Préoccupation mineure
Batrachyla antartandica est une espèce d'amphibiens de la famille des Batrachylidae.

## Répartition
Cette espèce se rencontre entre 50 et 1 000 m d'altitude dans la forêt australe de Patagonie de Mehuín aux îles Virtudes, :
- au Chili dans les régions de Los Ríos, Los Lagos, Aisén et dans le Nord de Magallanes ;
- en Argentine dans l'extrême ouest des provinces de Chubut, Santa Cruz et Neuquén.

Cette espèce est la plus méridionale des amphibiens du monde avec Nannophryne variegata.

## Publication originale
- Barrio, 1967 : Batrachyla antartandica n. sp. (Anura: Leptodactylidae). Descripción y estudio comparativo con la especie genotípica, B. leptopus Bell. Physis (Argentina), vol. 26, no 74, p. 101-109.